# はるひのの、はる
『はるひのの、はる』は、加納朋子のミステリーファンタジー小説。ささらシリーズ第3弾および最終作。
2013年に幻冬舎より出版、2016年に文庫化された。

## あらすじ

### はるひのの、はる
保育園児で幽霊が見えるユウスケは、ある春の日、母親に連れられて土手に行く。野草を摘む母から離れたユウスケは、川岸で赤い服を着た女の子の死体を見つける。そのとき後ろからユウスケの手首をつかんで「見ちゃダメ！」と言って引っ張っていく髪の長い少女は、はるひ野というこの原っぱと同じ名前の「はるひ」と名乗る。はるひは止まっている懐中時計を取り出して「マ・キ・モ・ド・シ」と唱え、さっきの女の子を助けるから手伝って欲しいと言う。

### はるひのの、なつ
塩山幸夫（しおやま ゆきお）は、『未来人フータ』という作品がヒットしてそこそこ売れっ子の漫画家だったが、仕事量に押しつぶされて原稿を落としてしまい、2度目は許されないというギリギリの状況の中で何かが起き、それが何だったか思い出せないが、ともかく何もかも放り出して亡き祖父母の家がある佐々良に逃げて来た。それでもその後も生き続けることができたのは、元・アシスタントで天使のように可愛い妻、リカコの支えのお陰であった。ある夏の夜、幸夫はリカコに頼まれて近所の子供たちの肝試しをすることになる。母方の従妹の子で小学3年の翼を手伝いに連れて行くと、参加者は男の子と女の子の2人だけだったが、ユウスケという男の子がもう一人飛び入りで参加させて欲しいという。そして、佐々良病院の入院患者で病院を抜け出してきたその男の子、三崎楓太（みさき ふうた）に、幸夫は『未来人フータ』の続きを描いて欲しいと頼まれる。リカコからもそれが自分のためだと涙ながらに訴えられた幸夫は、奮起して『未来人フータ』の続きを描きあげ、楓太に製本した本を届けに行くが、楓太は3年前に死んでいると知らされる。大きなショックと悲しみを抱えて帰宅した幸夫は、さらに辛い真実を知ることになる。

### はるひのの、あき
ユウスケは、10月の半ば、はるひ野でミヤという若い女の幽霊に声をかけられる。ミヤは、ユウスケが他の幽霊の頼み事を聞いているのを見て、自分の頼み事も聞いて欲しいと言う。そしてその頼み事というのは、他に好きな女ができて邪魔になった自分を殺した男を取り殺したいから手伝って欲しいというものだった。一方ユウスケは、この前の夏頃にはるひから、秋になったらここで幽霊から頼み事をされるから、どんなに突飛なことでも聞くだけ聞いてあげて欲しい、と頼まれていたのだった。ミヤに男がいるところに連れられて行った先は男の妻が経営している美容院で、窓から店内を覗くと猫を抱いたミヤの写真が飾られていた。ミヤにせっつかれて店に入ったユウスケは、男の妻に真っ正直に「写真の女の人、どうして死んじゃったんですか？」と尋ねる。すると彼女は、写真の女性は主人の妹で、元気に生きていると答える。

### はるひのの、ふゆ
鷹（チュウヒ）の「ヨル」を飼っている13歳の美鳥（みどり）は、学校でいじめられて孤立していて、普段は川原でヨルを飛ばしているときに新聞配達の少年が話しかけてくるだけで、幼なじみの翼も何だかよそよそしい。冬休み初日、美鳥は川原のある場所で外国人のように髪が赤くきれいな女性が立っているのを見かけて、胸がざわめく。その場所は、美鳥が川面に俯せに半ば沈み込んで倒れている夢を見て不吉に感じている場所だった。その女性は美鳥に、自分は未来から来た未来人で、美鳥の遠い子孫で、娘の命を助けるために旅をしているという。さらに、この川辺で美鳥は小学校に入る前に殺されているが、自分はそれをなかったことにした、ここは改変された後の世界であると告げる。そして、ヨルが人を傷つけないうちに野に返すようにと言う。

### ふたたびはるひのの、はる 前
高校生になったユウスケは、佐々良の住民というだけでクラスメイトに声をかけられた。佐々良はユウスケが保育園児だったときに、割合名の知れた漫画家による幼女殺害事件が起きたことで知られていた。そして、同じクラスには圧倒的に目を惹く赤い髪の美少女、浅見華（あさみ はな）がいた。首席合格して入学式の新入生代表の挨拶をした彼女は、地元の名家のお嬢様としても知られていた。しかし、ユウスケが気に留めたのは、彼女にまとわりつく男子生徒の幽霊であった。その幽霊男子は「女の子の着替えが覗き放題じゃん！」みたいな疚しいことを考えている、そう思ったユウスケは、その苗字が小林という幽霊、自称「イッサ」に覗きをやめさせる代わりに、自分の頼みを聞くことを交換条件に出される。その頼みとは、廃部状態にある化学部に入って欲しいということだった。

### ふたたびはるひのの、はる 後
高校生になったユウスケは、クラスメイトになったはるひに瓜二つの赤い髪の美少女・浅見華、それに自分が新聞配達していたときに川原で話しかけていた鷹を飛ばしていた少女・美鳥、彼女と同じ中学で幼なじみの翼と知り合う。美鳥ははるひに頼まれて気にかけていた少女だった。ユウスケは、入学式で新入生代表として眼鏡をかけた男子生徒が登壇したときに妙な違和感を抱く。また、美鳥も華によく似た、自分の親ぐらいの歳の未来人を自称する女性に会ったことがあると言う。何となくはるひ野という場所を知っているかと聞くユウスケに、皆がそれぞれ反応する。華は小さい女の子が殺された怖い場所だと言い、ユウスケはそんな事件はなかったと否定しつつ、引っかかるものを感じる。翼は、川べりの土手で美鳥が誰かにからまれているところを助けようとして、いきなり鷹に襲われて目をつぶされる夢を見たと言う。さらに、自分には人殺しの血が流れている、親戚のおじさんがはるひ野で小さい女の子を殺したのだと友達から言われる夢を見ると言う。そして美鳥が、その殺された女の子は自分で、10年前、あの川原で知らないおじさんに顔を水に浸けられて殺されたのだと言う。

## 主な登場人物
ユウスケ
本作の主人公。
サヤ
ユウスケの母親。お人好しでおおらか。本作では名前は登場しない。
はるひ
赤い髪の謎の少女。数年に1度、ユウスケの前に現れる。
塩山幸夫（しおやま ゆきお）
元・漫画家。
リカコ
幸夫の妻。
翼（つばさ）
幸夫の母方の従妹の子。
三崎楓太（みさき ふうた）
入院している少年。『未来人フータ』のファン。
ミヤ
若い女の幽霊。
山川昭文（やまかわ あきふみ）
製薬会社の研究室で薬草の研究をしている。
晴美（はるみ）
昭文の妻。
美鳥（みどり）
鷹を飼っている少女。翼の幼なじみ。
浅見華（あさみ はな）
はるひにそっくりな赤い髪の美少女。

## 書誌情報
- 単行本
  - はるひのの、はる（2013年6月27日、幻冬舎、ISBN 978-4-3440-2413-7）
- 文庫本
  - はるひのの、はる（2016年4月12日、幻冬舎文庫、ISBN 978-4-3444-2456-2）
短編「四つ辻の幽霊」を収録している。